# Olieschalie

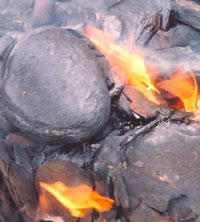
Olieschalie

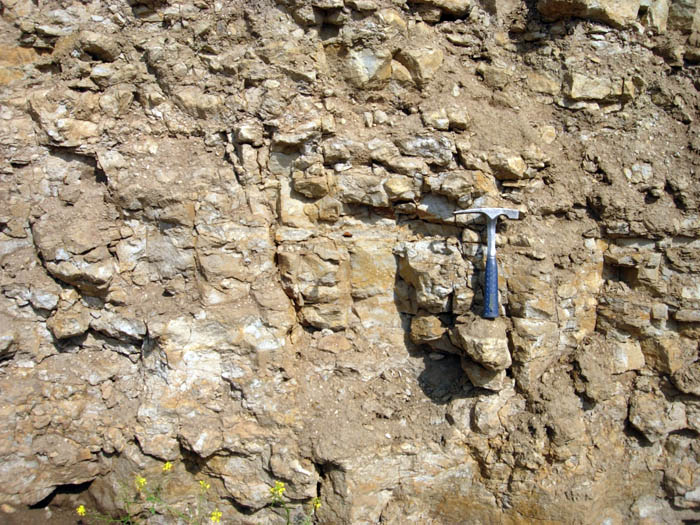

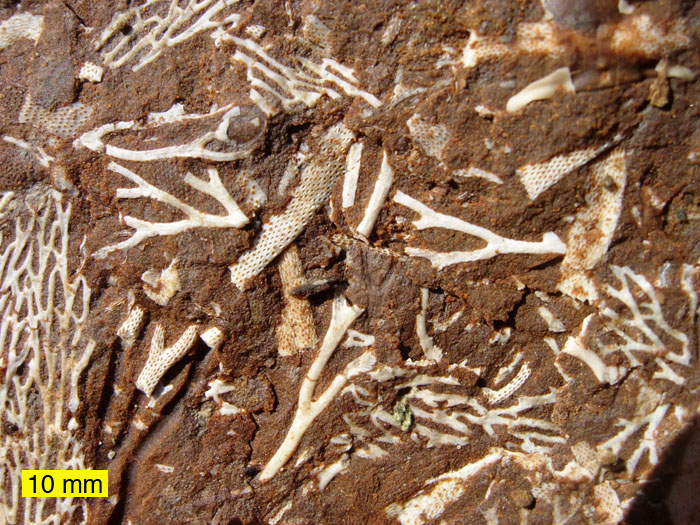

Olieschalie is een gesteente waaruit olie geproduceerd wordt. Schalie (of kleisteen) is een sedimentair gesteente dat rijk kan zijn aan organisch materiaal. Door druk en temperatuur kan olie ontstaan uit dit gesteente. Als de koolwaterstoffen die in deze schalie ontstaan niet migreren naar een reservoirgesteente, maar samengeperst in de schalie blijven zitten, spreekt men van een olieschalie (meestal wordt de Engelse naam oil shale gebruikt).

## Voorraden
Volgens het International Energy Agency was in 2010 de wereldvoorraad aan olieschalie mogelijk equivalent aan 5 biljoen vaten, waarvan 1 biljoen technisch winbaar. Rond die tijd werd de wereldvoorraad aan bewezen conventionele voorraden olie geschat op 1,3 biljoen vaten. 
| Continent     | Schalie-reserves | Koolwaterstof-reserves | Koolwaterstoffen totaal |
| ------------- | ---------------- | ---------------------- | ----------------------- |
| Afrika        | 12.373           | 500                    | 5900                    |
| Azië          | 20.570           | 1100                   | –                       |
| Australië     | 32.400           | 1725                   | 36.985                  |
| Europa        | 4180             | 300                    | 6500                    |
| Midden-Oosten | 35.360           | 4600                   | 24.600                  |
| Noord-Amerika | 3.340.000        | 80.000                 | 140.000                 |
| Zuid-Amerika  | –                | 400                    | 9600                    |

Bron: World Energy Council, WEC Survey of Energy Resources

## Economie
De olie die uit olieschalie wordt gewonnen is doorgaans heel zwaar en de hoeveelheid olie die geproduceerd wordt is laag. De commerciële exploitatie vindt plaats sinds 1850. In de Verenigde Staten en in China is er sinds de gestegen olieprijzen veel geïnvesteerd in productie en onderzoek. Doorgaans worden de schalies afgegraven en via verhitting worden de koolwaterstoffen (zoals teer) gedestilleerd. Deze teer wordt verder verwerkt tot lichtere brandstoffen. Het hele procedé is energie-intensief.
De exploitatie van olie uit olieschalie is vergelijkbaar met die uit teerzanden, maar het lagere teergehalte van de schalies maakt het minder interessant uit zowel economisch als ecologisch oogpunt. Shell en andere oliemaatschappijen doen naast de productie ook onderzoek naar in-situoliewinning.